# Kirill Pisklov
Kirill Eduardovitj Pisklov (ryska: Кирилл Эдуардович Писклов), född 22 september 1996, är en rysk basketspelare. 
Pisklov deltog vid olympiska sommarspelen 2020 och var en del av ryska olympiska kommitténs lag som tog silver i tremannabasket.